# 백원인
백원인(1957년 1월 9일 ~ )은 대한민국의 벤처기업인이다.
단국대학교 화학공학과 학사와 연세대학교 대학원 경제학 석사 과정을 거쳤고, 2001년 미라콤아이앤씨 대표이사로 재직하였다. 2007년 독일 실트로닉스와 2008년 중국 BOECD와 대규모 통합생산관리 SW 수출 계약을 체결했고 2009년 수출 100억 원을 돌파했다. 2009년 총 매출 200억 원의 절반이 넘는 금액이다.
2009년 상반기에 중국과 독일 등지에서 태양광을 비롯한 그린IT 분야 제조기업과 계약을 잇따라 성사시켰기 때문에 가능하였다고 한다.
그가 대표이사로 있던 미라콤에서는 2009년 4월 12일 해외사업의 확장과 대형 프로젝트 수주가 맞물리는 데다 경기회복 시점을 대비한 중장기적 경영전략적 차원에서 인력충원을 위해 30여 명의 신규인력을 채용키로 한다고 밝힌 바 있다. (2001년~2011년 재직)
현재 (주)지구사랑 대표이사로 재직 중이다.

## 학력
- 단국대학교 화학공학과
- 연세대학교대학원 경제학 석사

## 경력
- 2023년 주식회사 지구사랑 대표이사
- 2011년 이미지넥스트 대표이사
- 2007년  전자공학회 부회장
- 2007년  벤처협회 부회장
- 2006년  연변과학기술대학 재단 이사
- 2005년  소프트웨어공제조합 이사장
- 2004년  소프트웨어산업협회 부회장
- 2004년  현대정보기술 대표이사
- 2001년  (前)미라콤아이앤씨 대표이사
- 1985년  현대전자
- 1983년  아남반도체

## 기타 이력
- 홍익대학교 특임강사